# 布宜諾斯艾利斯地鐵A線
A线（西班牙語：Línea A），为阿根廷布宜诺斯艾利斯地铁最早的运营线路，开通于1913年12月1日，是南美洲第一条地铁，也是南半球和西班牙语美洲的第一条，使布宜諾斯艾利斯成为世界上第13个拥有地下交通服务的城市。全线从五月广场站至小圣佩德罗站，经过16个车站，全长10.8公里，地铁在五月大道和里瓦达维亚大道的地下行使。
在公共服务首日（1913年12月18日），它运送了220,000名乘客。A线自开通以来近一个世纪使用布鲁日列车，这一系列列车由比利时布鲁日与尼韦尔铁路车辆公司于1913年开始制造，并在1927年翻新。
设计初期，“地下有轨电车”的“受电弓”列车上有个特点，那就是直到1926年，列车两端都有较低的车门，使人们可以从路面登车，而中间的车门则服务于地铁站台的乘客。因此，A线也可能被认为是美洲大陆第一条“轻轨铁路”。这些旧木车在2013年被现代列车取代。
自1914年原线路完工以来，这条线路被延长两次，其中最近一次是2013年9月27日圣何塞·德弗洛雷斯站和小圣佩德罗站的投入使用。

## 历史

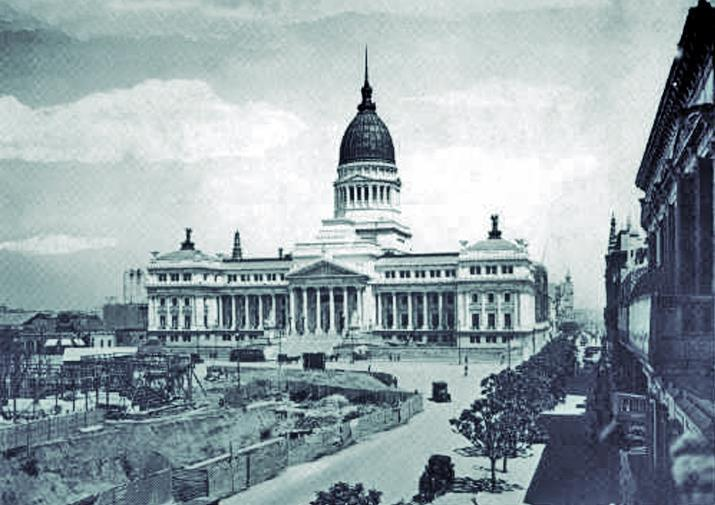
国会宫前建设国会站。

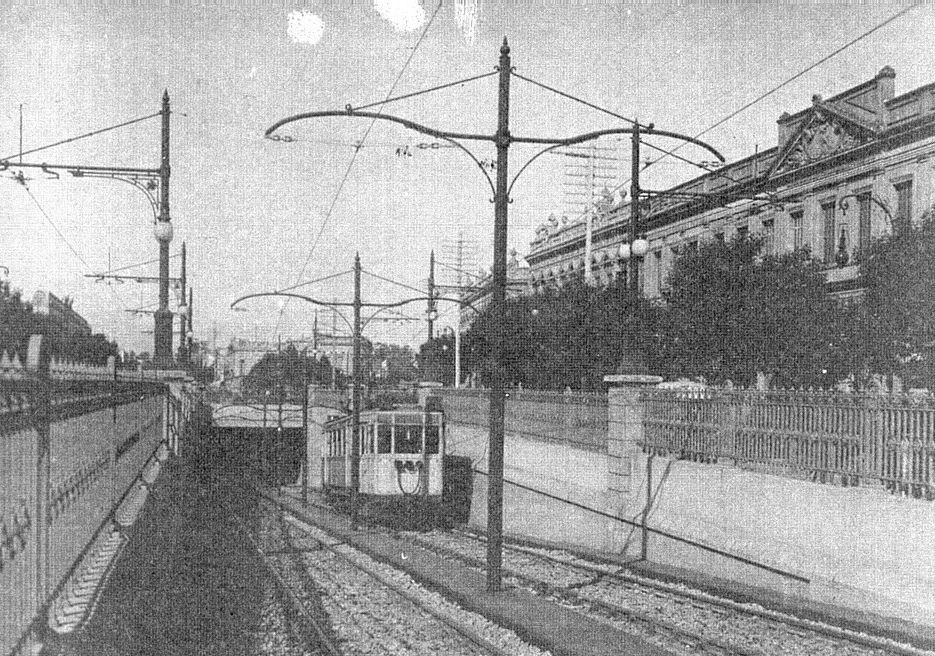
Tram leaving the underground and continuing above ground in Caballito (1913).

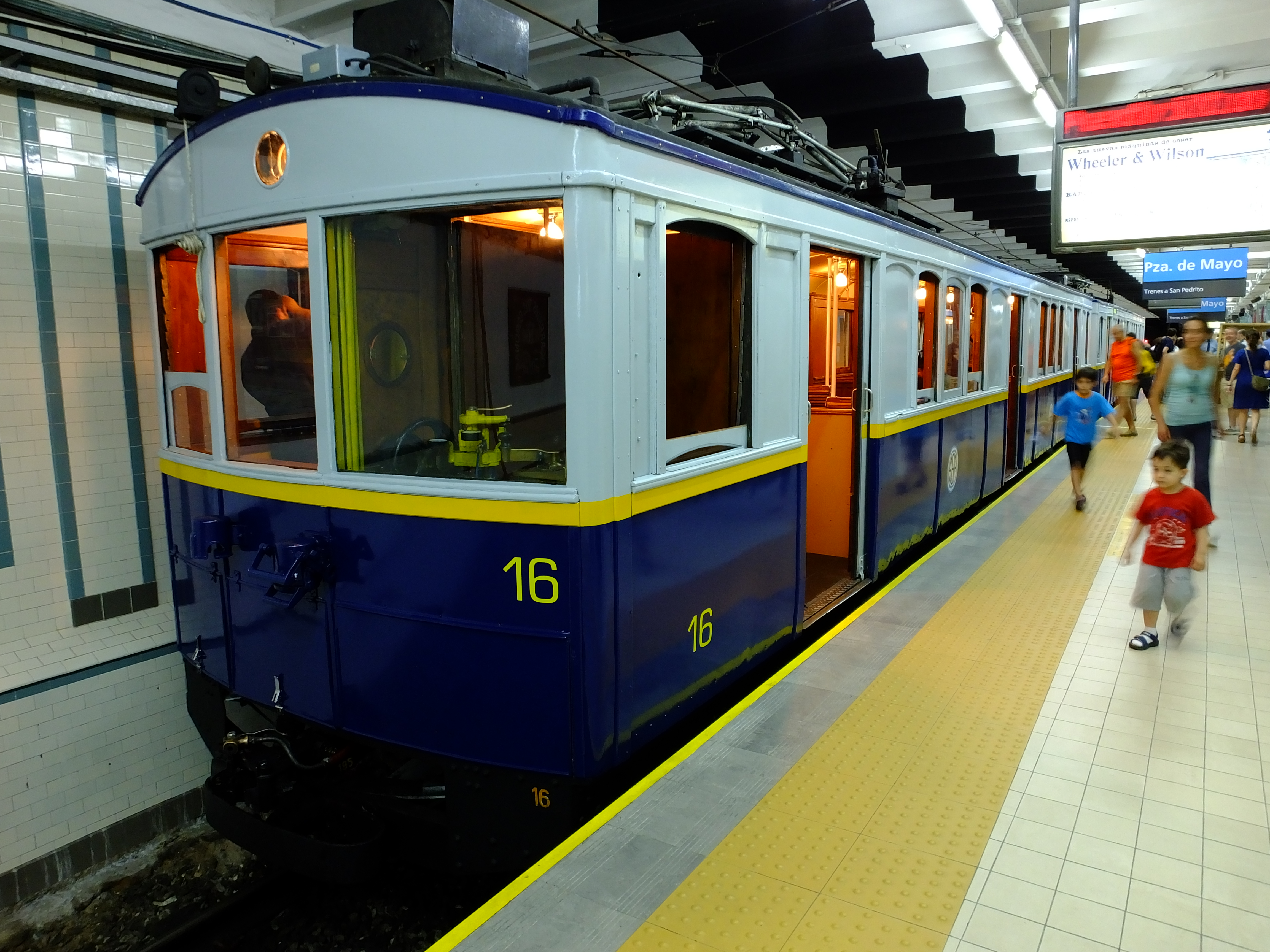
La Brugeoise car at Plaza de Mayo, brought out of retirement briefly to celebrate the 100-year anniversary of the line.

在布宜诺斯艾利斯20世纪前十年，由于人口增长，交通需求急剧增加。在1903年全市统计人口895,381人，马车4,791辆，汽车60辆；在1913年人口1,457,885人，马车6,211辆，汽车7,438辆。
由于存在大容量交通的需求，1909年国会特许西部铁路建造一条从港口到西部铁路（现多明戈·福斯蒂诺·萨米恩托铁路）九月十一日車站的双向地下铁路。但同年12月28日，布宜诺斯艾利斯市政府特许英阿电车公司建设地下客运铁路服务。值得一提的是英阿电车公司运营着布宜诺斯艾利斯80%的有轨电车。

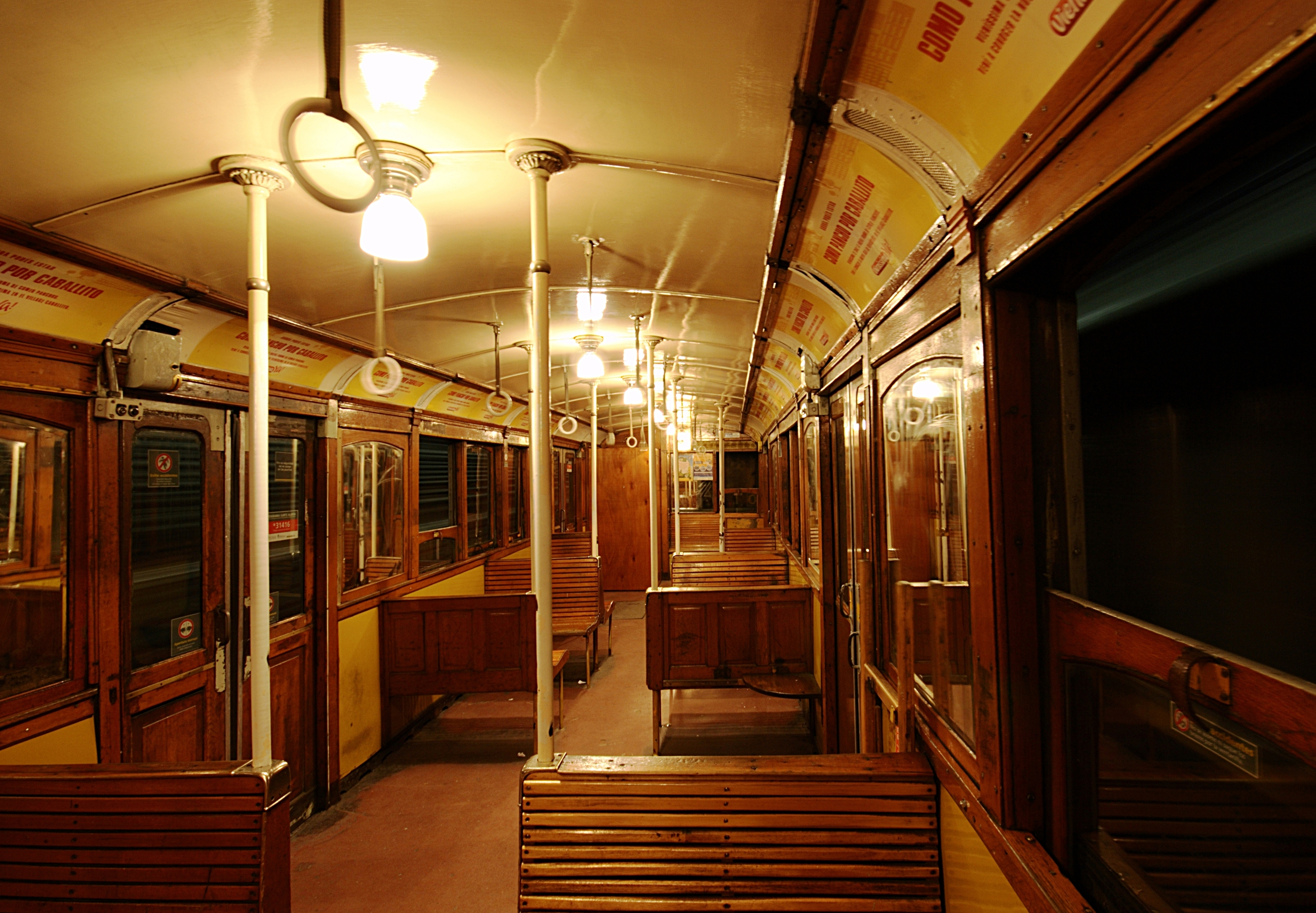
布鲁日列车 (布宜诺斯艾利斯地铁)内部。

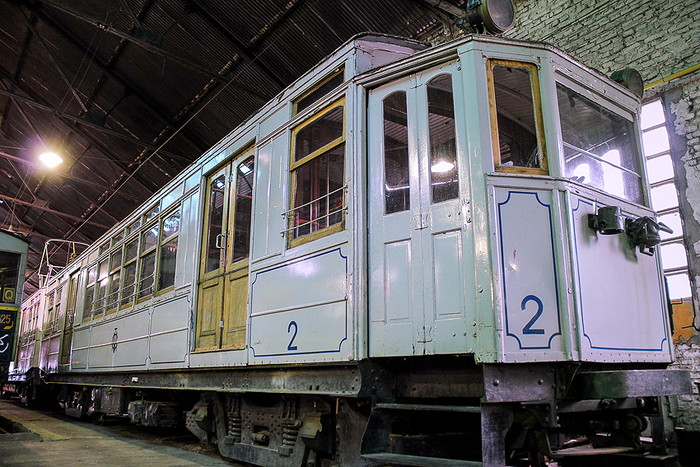
波尔沃林车间保存的三辆UEC Preston之一。

在一场争执后，双方商议决定，西部铁路建立一条货运线路，但深度必须允许英阿电车公司在上层建造客运线路。1911年9月15日，德国公司菲利普·霍尔茨曼公司作为承包商开始建设英阿线（Anglo-Argentine Line）。这条线路使用了1,500名工人、3100万块砖、108,000袋（170公斤的）水泥、13,000个（14,000吨每个的）铁支架和90,000平方米的绝缘层，总投资1700万美元。其中挖掘隧道300万美元、建设投资700万美元、最初的50列列车250万美元和建造博尔沃林车间200万美元。
1913年12月1日，五月广场站至米塞雷尔广场站路线落成。次日向公众开放，通车首日就运送220,000名乘客。这是南美洲第一条地铁，也是南半球和西班牙语美洲的第一条，使布宜諾斯艾利斯成为世界上第13个拥有地下交通服务的城市，在伦敦、雅典、伊斯坦布尔、维也纳、布达佩斯、格拉斯哥、巴黎、波士顿、柏林、纽约、费城和汉堡之后。每个车站长100米并有着专属的饰带颜色。
米塞雷尔广场站由西部铁路公司和英阿电车公司合作建成。当时车站中间有两条铁路轨道，外侧有两条地铁轨道。1926年，地铁南外线取消并决定拓宽站台，使铁路与地下的换乘更加方便。

1914年4月1日，路线被延伸到里约热内卢站。同年7月14日，延伸到卡巴利托站（1923年后改名第一委员会站）。1915年，在第一委员会站外的卡奇马约与埃米利奥·米特街之间的里瓦达维亚大道建造了一个坡道，供列车通过有轨电车道进入波尔沃林车间。这条长2公里的有轨电车道在1963年停运，但自1980年这条路线被电车之友协会用于布宜诺斯艾利斯历史电车的运行。这个坡道最初将乘客带到拉卡拉大道和里瓦达维亚大道交叉口，那里的列车继续在街道上运行，但这项服务于1926年12月31日被取消。

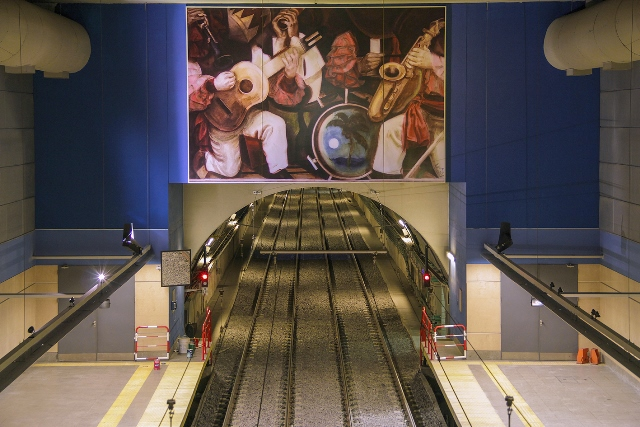
圣何塞·德弗洛雷斯站 (布宜诺斯艾利斯地铁)，开通于2013年。

1997年米塞雷尔广场站被列为国家历史建筑。多年来，线路上的大多数车站也被宣布为阿根廷国家遗产的一部分，而受到保护。与其他线路不同，车站保留了大部分原貌，许多车站也经过修复或设有展示线路历史的展览。

### 扩建工程
2008年12月23日，普安站和卡拉博博站相继开通，这是自1914年来的首次延伸。作为两个车站开幕式的一部分，布宜诺斯艾利斯市长毛里西奥·马克里驾驶其中一辆布鲁日列车。2013年9月，圣何塞·德弗洛雷斯站和小圣佩德罗站开通，使线路长度达到9.8公里，车站总数达到18个，同时每日增加35,000名乘客。同年，该线路也从1100伏转换为1500伏，以匹配地铁网络的其余部分。

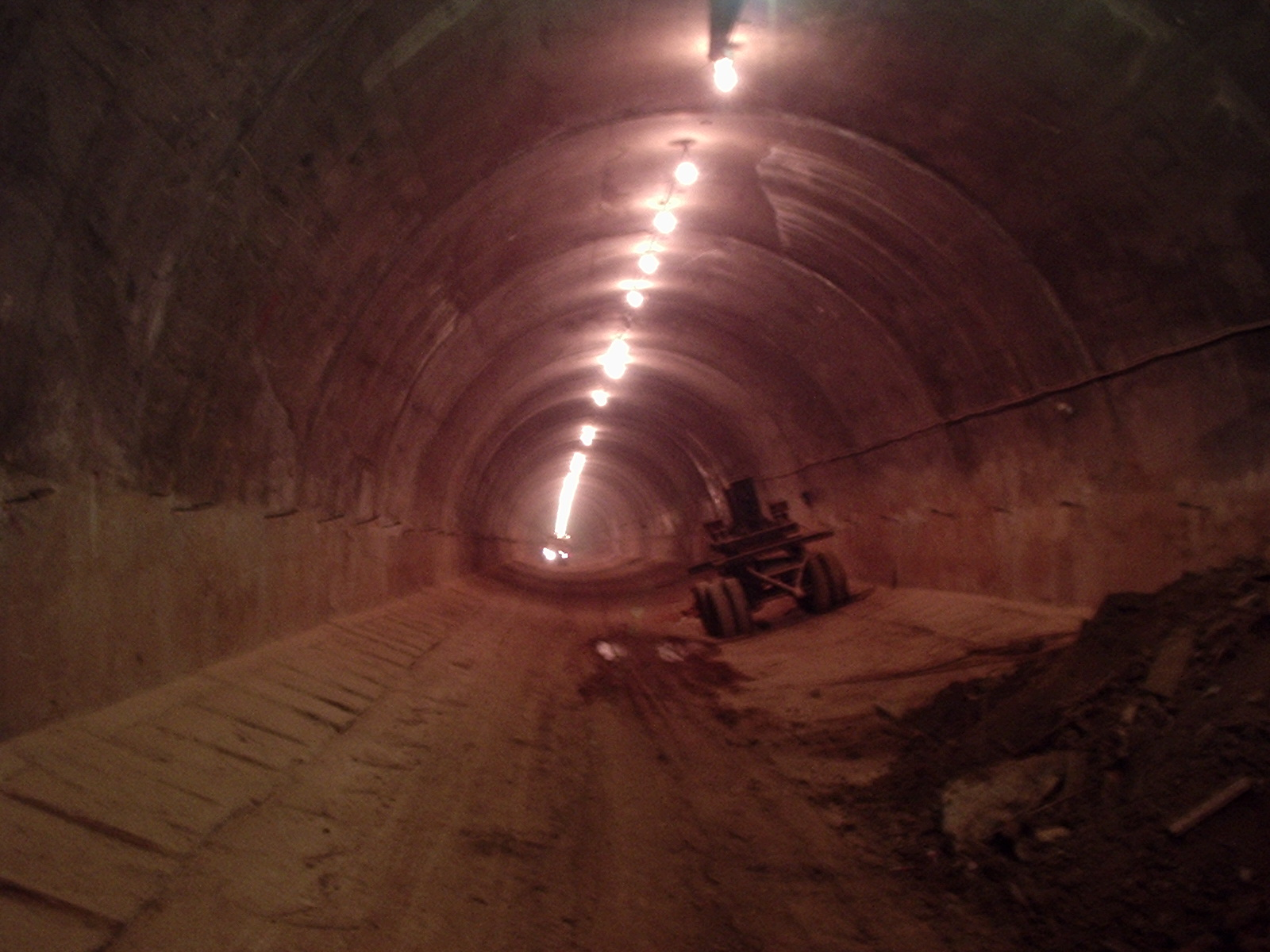
Túnel a metros de la estación Puán, cuando la misma se encontraba en construcción.

### 临时关闭和机队变更
2012年4月18日，国家交通运输秘书长亚历杭德罗·拉莫斯在科技城展览上展示由中国北方机车车辆工业集团公司（中国北车）制作的列车以取代历史悠久的布鲁日列车。
2012年12月，毛里西奥·马克里市政府宣布，从次年1月起全面关闭A线，为期15至60天，来对中国北车的列车进行测试。
在将地铁服务移交给布宜诺斯艾利斯市政府后，A线在2013年1月8日至3月6日期间关闭，影响了数千名乘客。这次关闭被各种社区团体和专家拒绝，认为不必要和有害，并强烈批评市政府。

### 年表

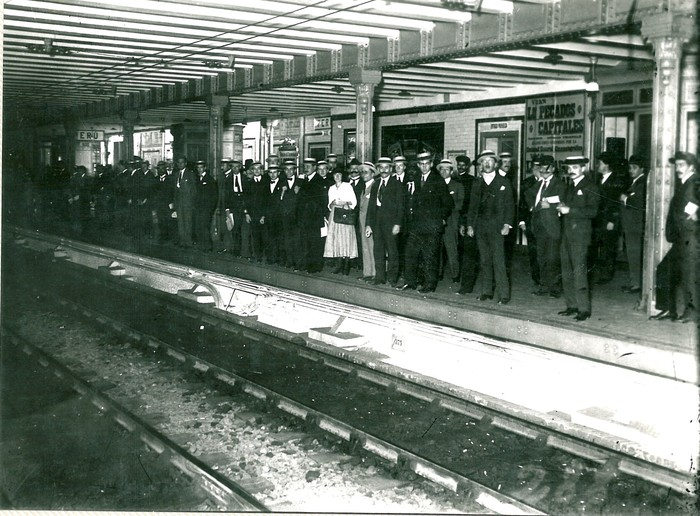
在秘鲁站 (布宜诺斯艾利斯地铁)站台等待的乘客（1900年代初）

- 1913年12月1日：这条线路在五月广场站和米塞雷尔广场站（英语：Plaza Miserere (Buenos Aires Underground)）之间开通。
- 1914年4与1日：延伸至里约热内卢站（西班牙语：Río de Janeiro (Buenos Aires Underground)）。
- 1914年7月1日：延伸至卡巴利托站（1923年后改名第一委员会站（西班牙语：Primera Junta (subte de Buenos Aires)））。
- 1934年11月9日：C线落成，在利马站（英语：Lima (Buenos Aires Underground)）与其相连。
- 1937年6月3日：D线（西班牙语：Line D (Buenos Aires Underground)）落成，在秘鲁站（英语：Perú (Buenos Aires Underground)）与其相连。
- 1939年2月17日：该线获得了现在的名称，A线。
- 1953年：帕斯克南站（英语：Pasco Sur (Buenos Aires Underground)）和阿尔韦迪蒂北站（西班牙语：Alberti Norte (subte de Buenos Aires)）被关闭，帕斯科（英语：Pasco (Buenos Aires Underground)）和阿尔韦迪站（英语：Alberti (Buenos Aires Underground)）仅剩一个月台。
- 1966年4月24日：E线（英语：Line E (Buenos Aires Underground)）延伸到玻利瓦尔站（英语：Bolívar (Buenos Aires Underground)），与A线秘鲁站（英语：Perú (Buenos Aires Underground)）相连。
- 2007年10月18日：H线（英语：Line H (Buenos Aires Underground)）落成，在米塞雷尔广场站（英语：Plaza Miserere (Buenos Aires Underground)）与其相连。
- 2008年12月22日：A线延伸到卡拉博博站（英语：Carabobo (Buenos Aires Underground)）。
- 2013年9月27日：A线延伸到小圣佩德罗站（英语：San Pedrito (Buenos Aires Underground)）。

## 机车车辆

### 1913年－2013年
在该线路建设期间，英阿电车公司接受了两家公司对列车车辆的投标，分别是比利时布鲁日及尼韦尔铁路车辆公司和英国联合电动车辆公司。而各公司展示的电车模型是布鲁日列车以及普雷斯顿号列车。其中后者以其奢华的室内设计而闻名。
联合电动车辆公司将四辆列车送往布宜诺斯艾利斯，供英阿电车公司观察考虑。但最终选择了比利时列车，并建造了125辆为路线服务，然而那4辆普雷斯顿号列车也保留在线路上服务。1927年，随着线路在地下的延伸和地面路线的废弃，有轨电车被转换为地下列车。
普雷斯顿号列车于1977年停止服务，剩下的3辆仍在布宜诺斯艾利斯历史电车上使用，有时用于地铁A线的特殊场合，如100周年纪念期间。布鲁日列车则继续服务，虽然多年来进行了多次尝试以使车队现代化（如1980年代Emepa集团对部分车辆进行现代化）或完全替换车型。2001年曾尝试通过购买96辆阿爾斯通大都會型列車来替换旧列车，但最终这些列车被分配到了D线。
这些古老的“电车”留下许多轶事和记忆，出现反对将这些车辆退役的声音，认为这是布宜诺斯艾利斯的象征。同时有人建议这些车辆在节假日运营以保护它们。
在经过96年的持续服务，2009年，布鲁日列车接近最终退役期限。由于这些列车的零件不再在市场上销售，所以零件必须由波尔沃林车间定制，车厢必须由合格的技术人员维护和修理。这样使保留下来的旧式列车可以作为旅遊景點继续运营。
据布宜诺斯艾利斯地铁运营商Metrovías称，机组每20天进行一次例行检查，每四年进行一次大修。尽管布鲁日列车不间断运营96年，但它是全地铁网络中，平均机械故障最低的几个，每100,000公里仅有19个。
在车队更换后，对104辆布鲁日列车开始进行清点，向公证人证实现存列车无法恢复，以及车队“常规”评级，引发各个政治部门和专家的批评。1布宜诺斯艾利斯市政府前内阁首长，现市政府首脑奧拉西奧·羅德里格斯·拉雷塔因表示可以用历史悠久的布鲁日列车进行“阿萨多”（一种阿根廷烧烤）而受到批评。2013年末，“enelSubte.com”网站揭露，大量布鲁日列车暴露在雨水、阳光和高温下，仅有部分被防水油布包裹。一年后，发生一起非法出售布鲁日列车上的青铜器件而引发对布宜诺斯艾利斯政府粗心和忽视历史遗产的批评。鉴于玛丽亚·雷切尔议员对于布鲁日列车可能报废，法官埃伦娜·利维拉托丽当年发布了一项预防措施，以保护这些历史车辆。
2015年，绝大多数车辆受到立法保护，有几辆被宣布为国家历史古迹。

### 2013年至今
布鲁日列车经过99年不间断服务，最终于2013年1月12日退役（100周年纪念的前11个月）。它们被新的中国北方机车车辆工业集团公司（中国北车）的列车所取代。原来列车得到维护，一些用于展览，还有一些被转换为1500V用于。2013年12月，布宜诺斯艾利斯议会通过一项法律，旨在保护布鲁日列车。

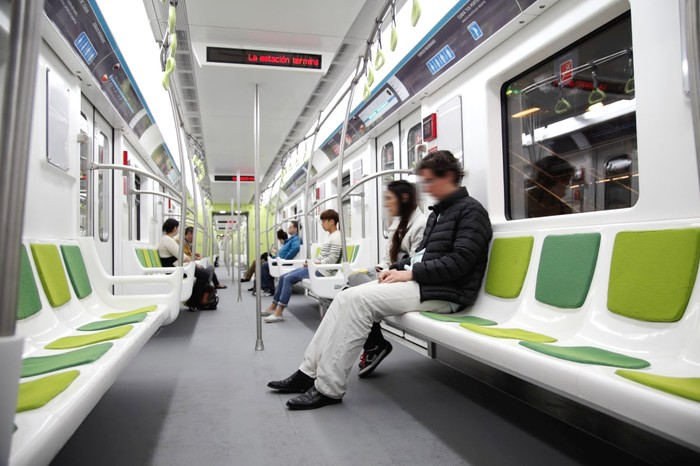
2013年起启用的布宜诺斯艾利斯地铁200系列内部。

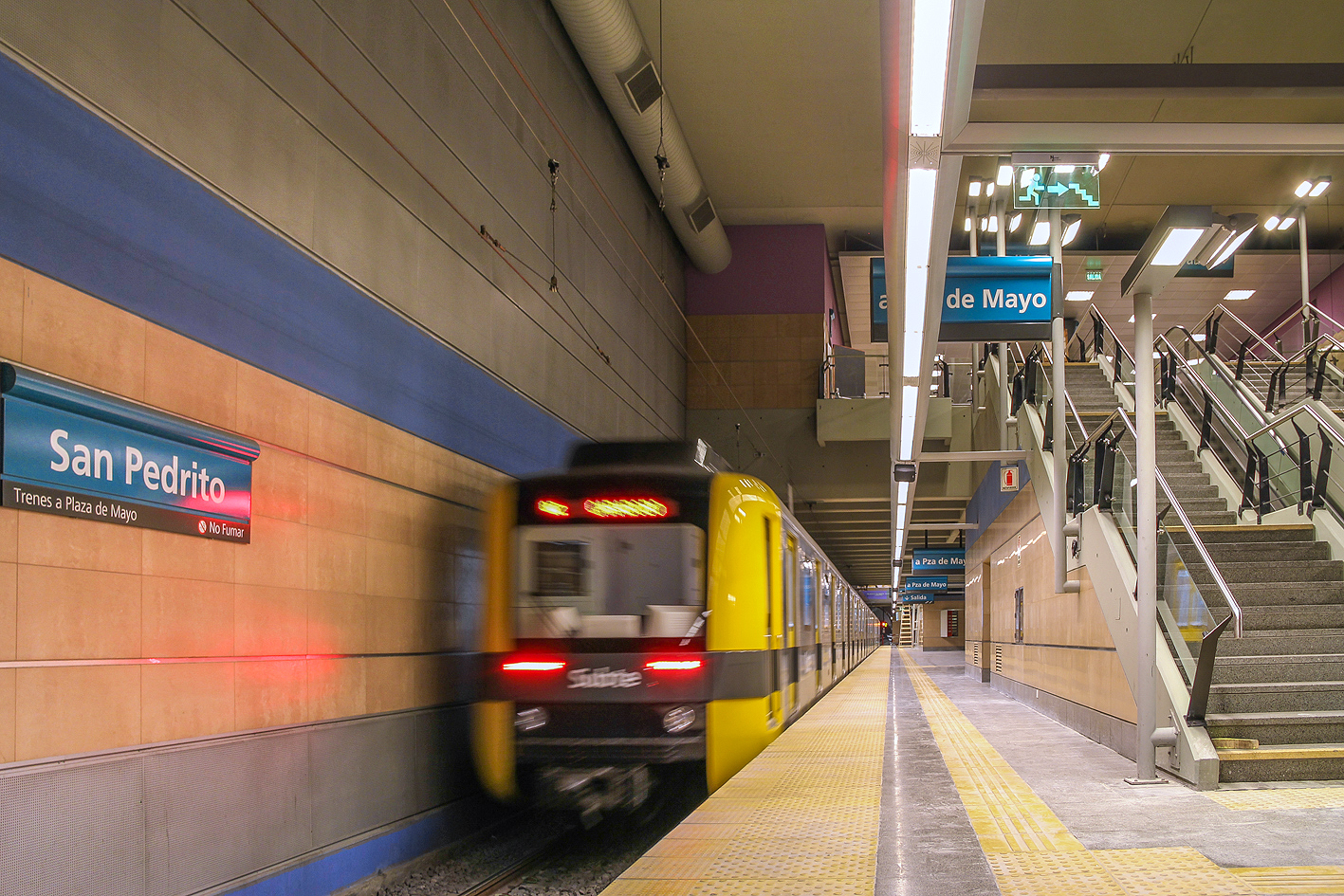
中国北车列车抵达小圣佩德罗站 (布宜诺斯艾利斯地铁)。

2013年，45辆中国北车200系列抵达布宜诺斯艾利斯，但仍不足以覆盖全路线，因此将35辆Materfer作为临时补充，但这仍不足以取代120辆布鲁日列车的规模。除了Materfer，车队还临时加入了一些改造过的Siemens-Schuckert Orenstein & Koppel列车。与此同时，又从中国订购了105辆200系列列车，使150辆列车为整个线路提供服务，因此西门子O&K可以完全退役，而Materfer可以在E线延伸到雷蒂罗站时转移。自2015年以来，这些列车逐渐到达布宜诺斯艾利斯并纳入路线，以弥补布鲁日列车退役导致的乘客数量的下降。最后一批中国北车列车预计将在2016年至2017年抵达，届时A线列车组将完全由200系列组成。

## 路线
A线经过蒙塞拉特、圣尼古拉斯、巴尔巴内拉、阿尔马格罗、卡巴利托和弗洛雷斯（第一、三、五、六和七公社），位于五月大道和里瓦达维亚大道下方通过。
转车站：
- 在秘鲁站（英语：Perú (Buenos Aires Underground)）与D線和E线（英语：Line E (Buenos Aires Underground)）相连。
- 在利马站（英语：Lima (Buenos Aires Underground)）与C线和快速公交（西班牙语：Metrobús (Buenos Aires)）相连。
- 在米塞雷尔广场站（英语：Plaza Miserere (Buenos Aires Underground)）和H线（英语：Line H (Buenos Aires Underground)）和萨米恩托线（西班牙语：Línea Sarmiento）相连。
- 在第一委员会站（西班牙语：Primera Junta (subte de Buenos Aires)）和萨米恩托线（西班牙语：Línea Sarmiento）相连。
- 在圣何塞·德弗洛雷斯站（英语：San José de Flores (Buenos Aires Underground)）和萨米恩托线（西班牙语：Línea Sarmiento）相连。

## 车站
| 车站                | 开通日期       | 位置                                                        | 邻区                             | 转乘 | 车站类型 |
| ------------------- | -------------- | ----------------------------------------------------------- | -------------------------------- | ---- | -------- |
| 五月广场站          | 1913年12月1日  | 伊波利托·伊里戈延路和巴尔卡斯路                             | 蒙塞拉特                         |      | 终点站   |
| 秘鲁站              | 1913年12月1日  | 五月大道和秘鲁路                                            | 蒙塞拉特                         |      | 换乘站   |
| 皮耶德拉斯站        | 1913年12月1日  | 五月大道800号                                               | 蒙塞拉特                         |      | 车站     |
| 利马站              | 1913年12月1日  | 五月大道和利马路                                            | 蒙塞拉特                         |      | 换乘站   |
| 萨恩斯·佩尼亚站     | 1913年12月1日  | 五月大道和路易斯·萨恩斯·佩尼亚路                            | 蒙塞拉特                         |      | 车站     |
| 国会站              | 1913年12月1日  | 里瓦达维亚大道、卡亚俄大道和恩特雷里奥斯大道                | 巴尔巴内拉、蒙塞拉特和圣尼古拉斯 |      | 车站     |
| 帕斯科站            | 1913年12月1日  | 里瓦达维亚大道、帕斯科路和何塞·E·乌里武鲁路                 | 巴尔巴内拉                       |      | 车站     |
| 阿尔韦迪站          | 1913年12月1日  | 里瓦达维亚大道、阿尔韦迪路和拉雷亚路                        | 巴尔巴内拉                       |      | 车站     |
| 米塞雷尔广场站      | 1913年12月1日  | 里瓦达维亚大道和普埃雷东大道，厄瓜多尔路和巴托洛梅·米特雷路 | 巴尔巴内拉                       |      | 换乘站   |
| 洛利亚站            | 1914年4月1日   | 里瓦达维亚大道、桑切斯·德洛利亚路和桑切斯·德布斯塔曼特路    | 阿尔马格罗                       |      | 车站     |
| 卡斯特罗·巴罗斯站   | 1914年4月1日   | 里瓦达维亚大道、梅德拉诺大道和科斯特罗·巴罗斯路             | 阿尔马格罗                       |      | 车站     |
| 里约热内卢站        | 1914年4月1日   | 里瓦达维亚大道、拉普拉塔大道和里约热内卢大道                | 阿尔马格罗和卡巴利托             |      | 车站     |
| 阿克伊特站          | 1914年7月1日   | 里瓦达维亚大道、何塞·玛丽亚·莫雷诺大道和阿克伊特大道        | 卡巴利托                         |      | 车站     |
| 第一委员会站        | 1914年7月1日   | 里瓦达维亚大道、红路和德尔巴尔科·森特内拉路                 | 卡巴利托                         |      | 换乘站   |
| 普安站              | 2008年12月23日 | 里瓦达维亚大道、普安路                                      | 卡巴利托                         |      | 车站     |
| 卡拉博博站          | 2008年12月23日 | 里瓦达维亚大道6300号                                        | 弗洛雷斯                         |      | 车站     |
| 圣何塞·德弗洛雷斯站 | 2013年9月27日  | 里瓦达维亚大道6950号                                        | 弗洛雷斯                         |      | 换乘站   |
| 小圣佩德罗站        | 2013年9月27日  | 里瓦达维亚大道、小圣佩德罗大道纳斯卡大道                    | 弗洛雷斯                         |      | 终点站   |

### 幽灵车站

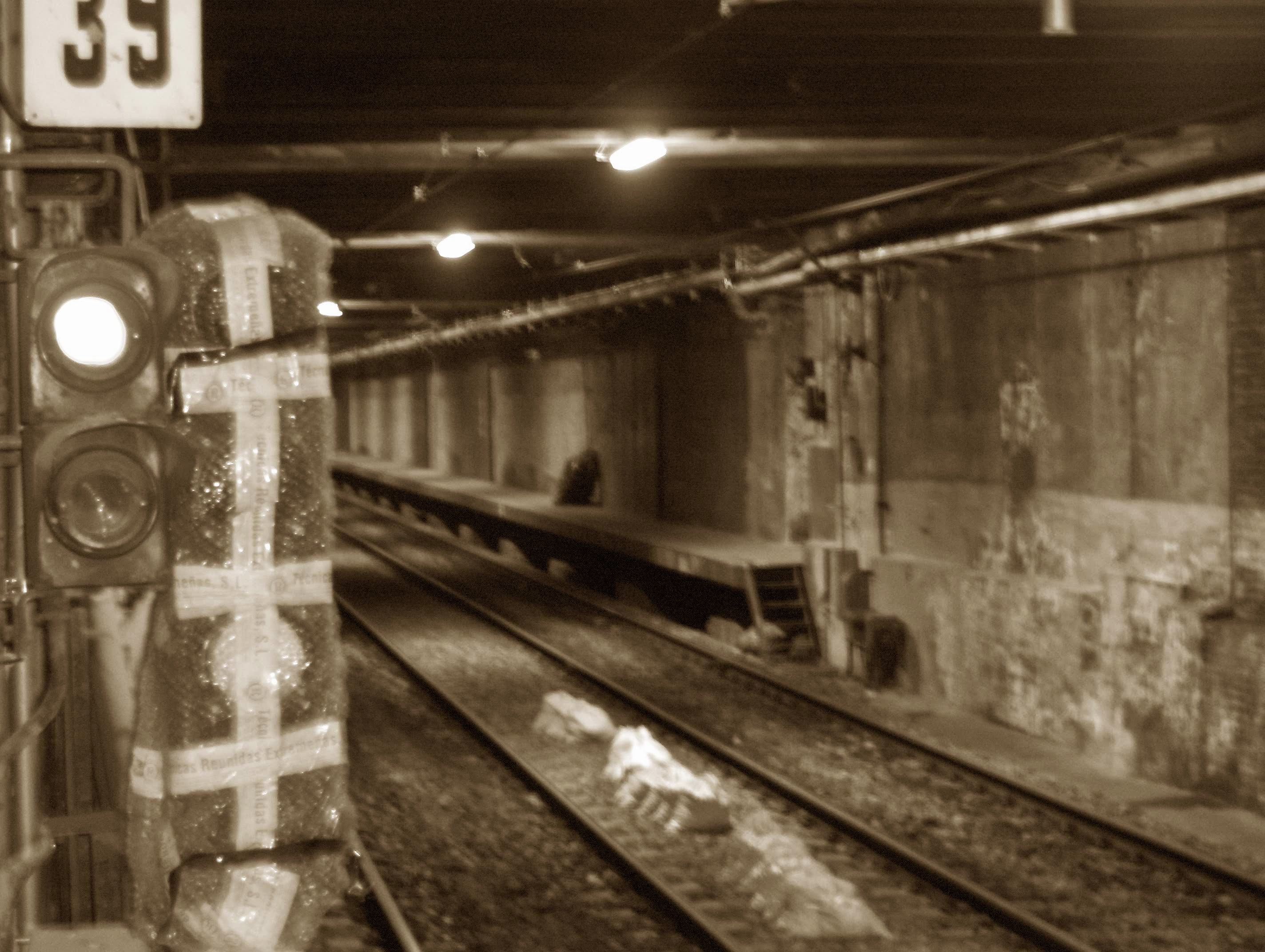
帕斯克南站 (布宜诺斯艾利斯地铁)。

全线上有两个幽灵车站，帕斯克南站和阿尔韦迪蒂北站。这两个车站有着一个特点，那就是与对应车站并不相对，并且之间距离仅200米。
这两个车站在1951年（一说1953年）关闭，尽管关闭，乘客仍可以从帕斯科和阿尔韦迪站，或者列车上看到这两个车站。此外，这些车站开有着许多流传至今的都市传说。

## 画廊

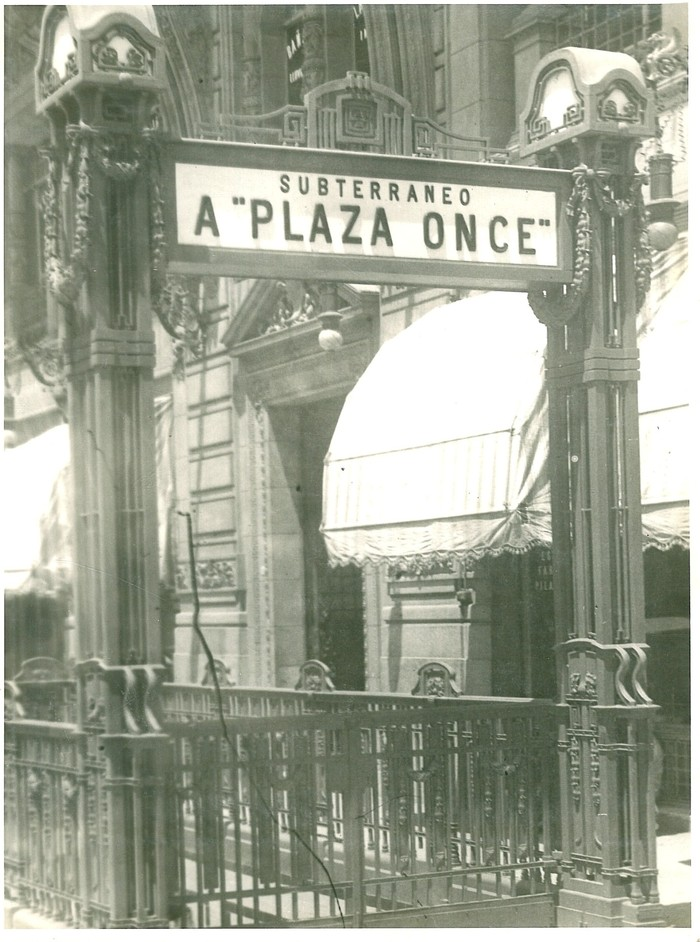
A线早期地铁入口。
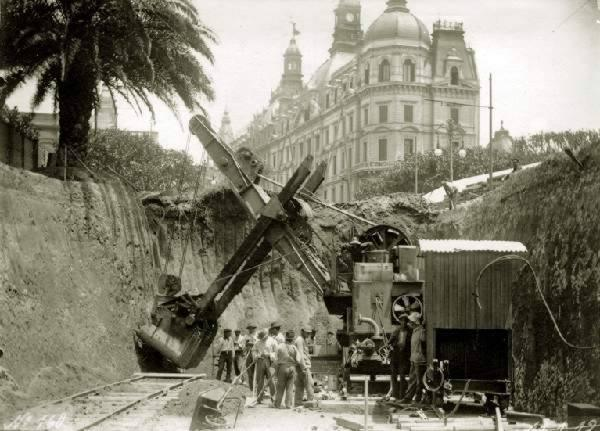
地铁建设工程（约1912年）
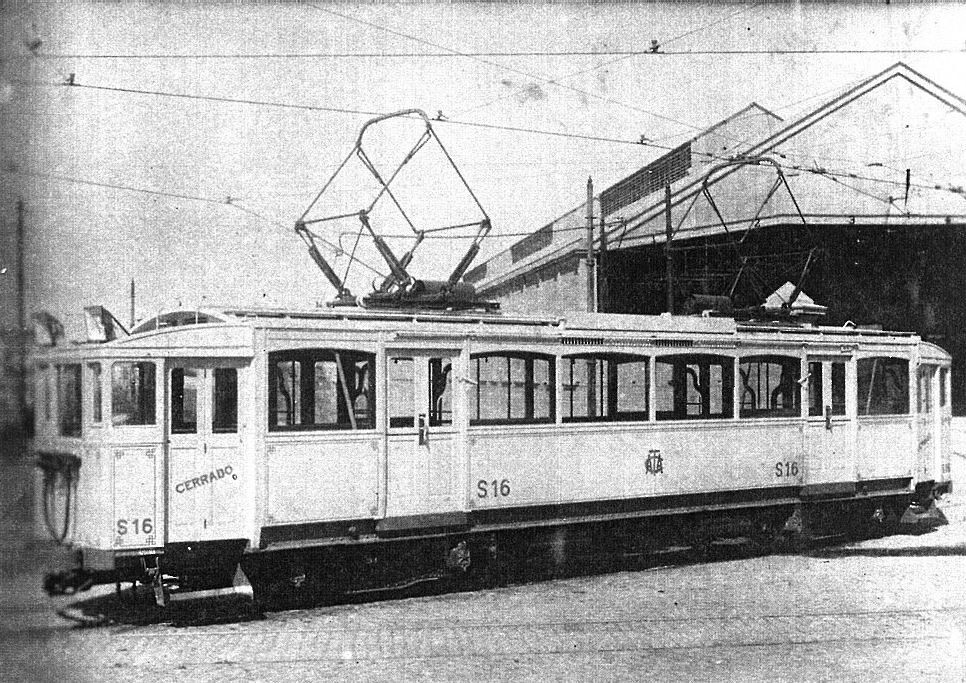
改装前的布鲁日列车（英语：La Brugeoise cars (Buenos Aires Underground)）
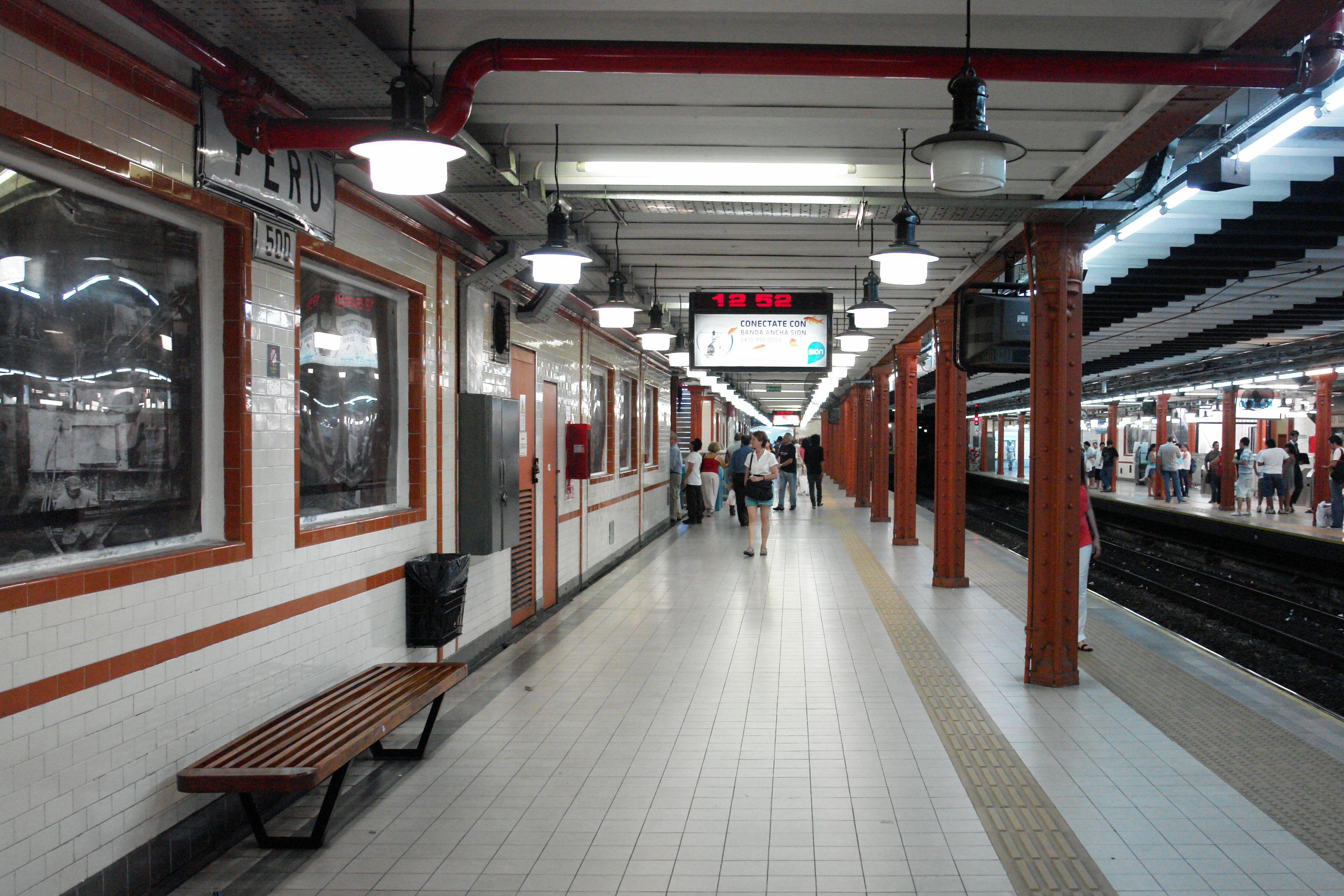
秘鲁站
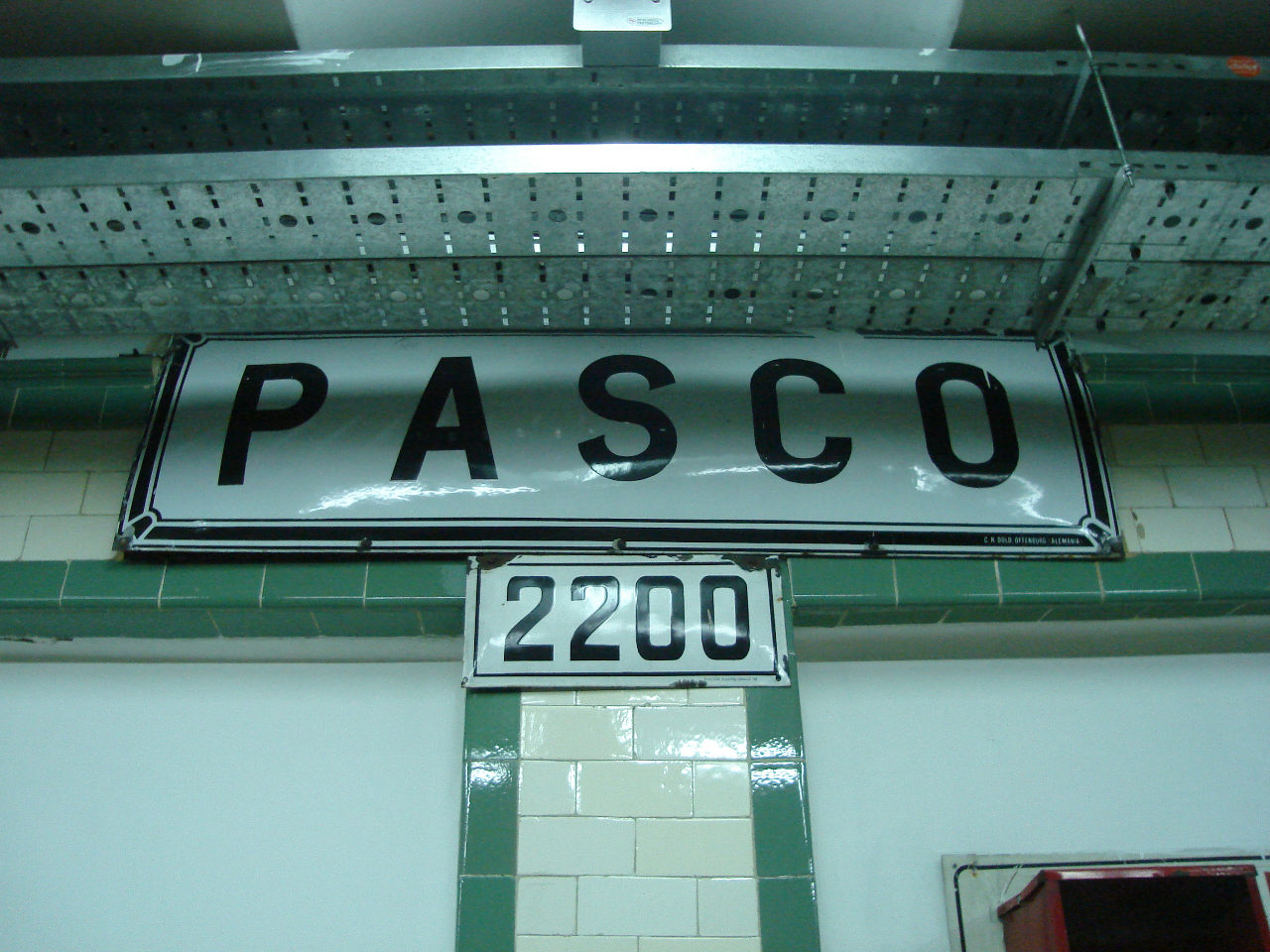
帕斯科（英语：Pasco (Buenos Aires Underground)）最初的标志。
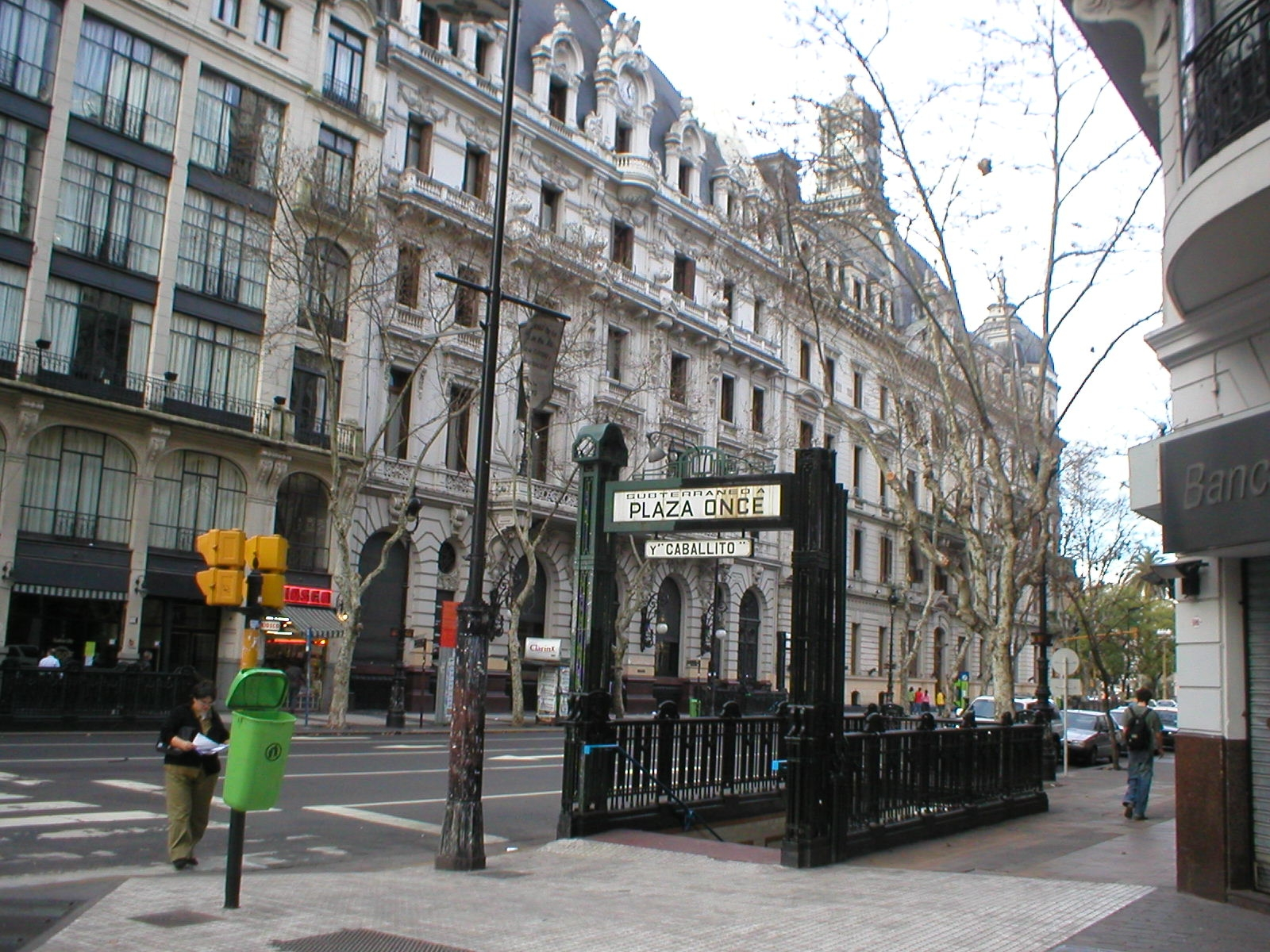
五月大道站（英语：Avenida de Mayo (Buenos Aires Underground)）入口。
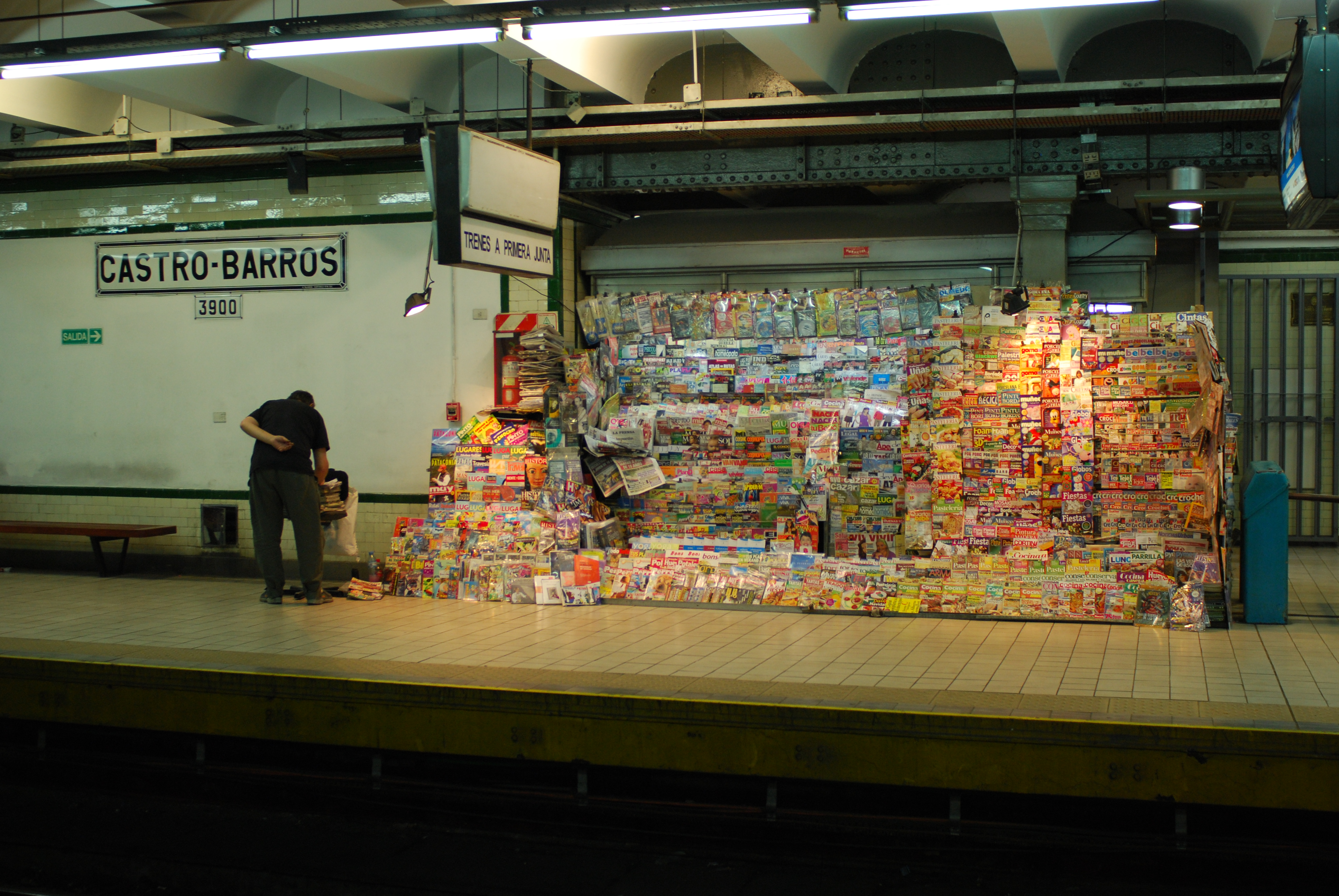
卡斯特罗·巴罗斯站（西班牙语：Castro Barros (subte de Buenos Aires)）的便亭
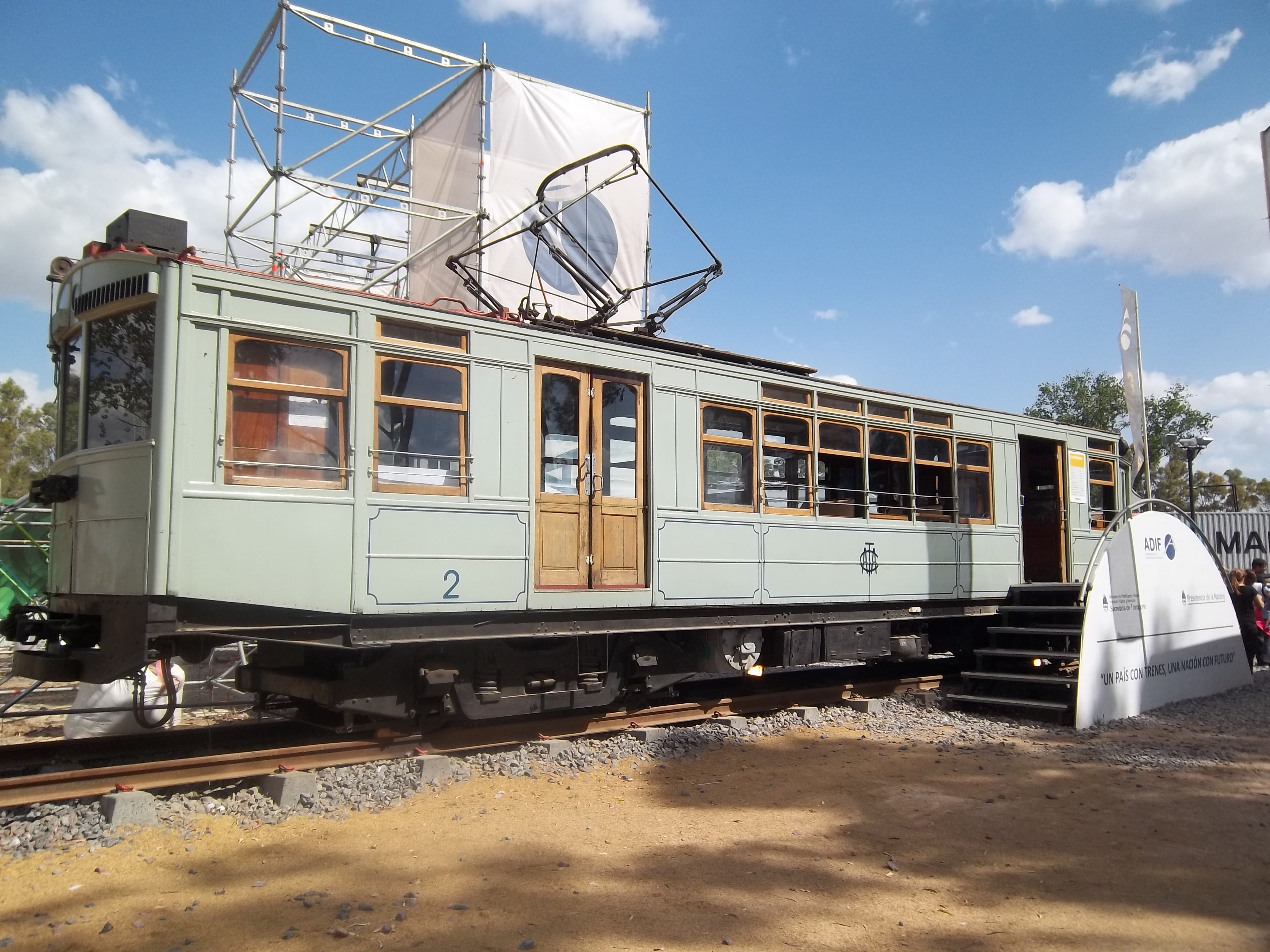
普雷斯顿号列车曾被用于A线。
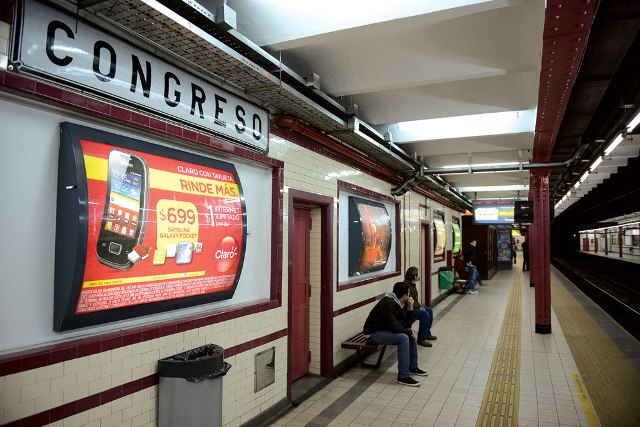
国会站（西班牙语：Congreso (subte de Buenos Aires)）
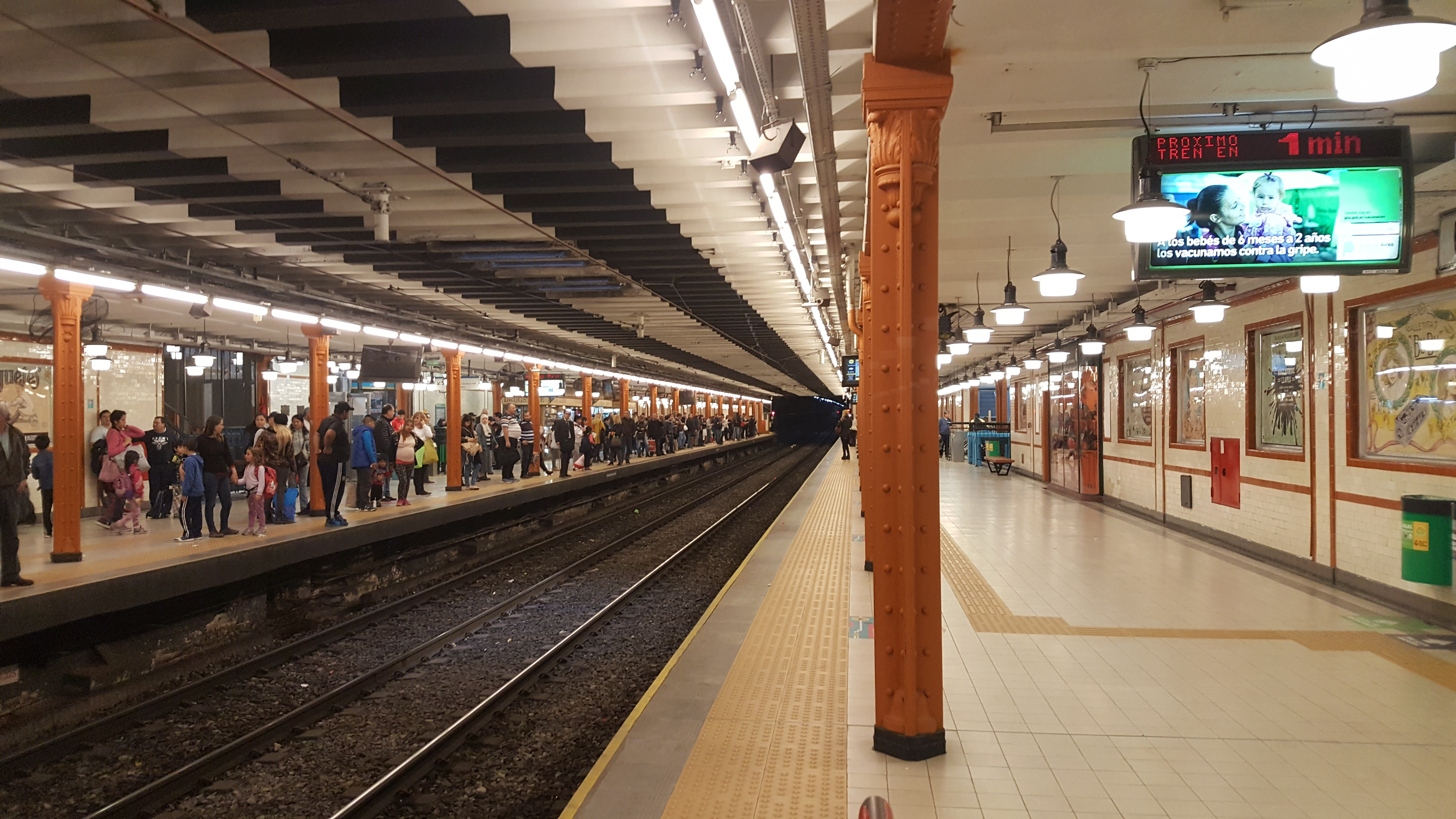
2017年8月的利马站。
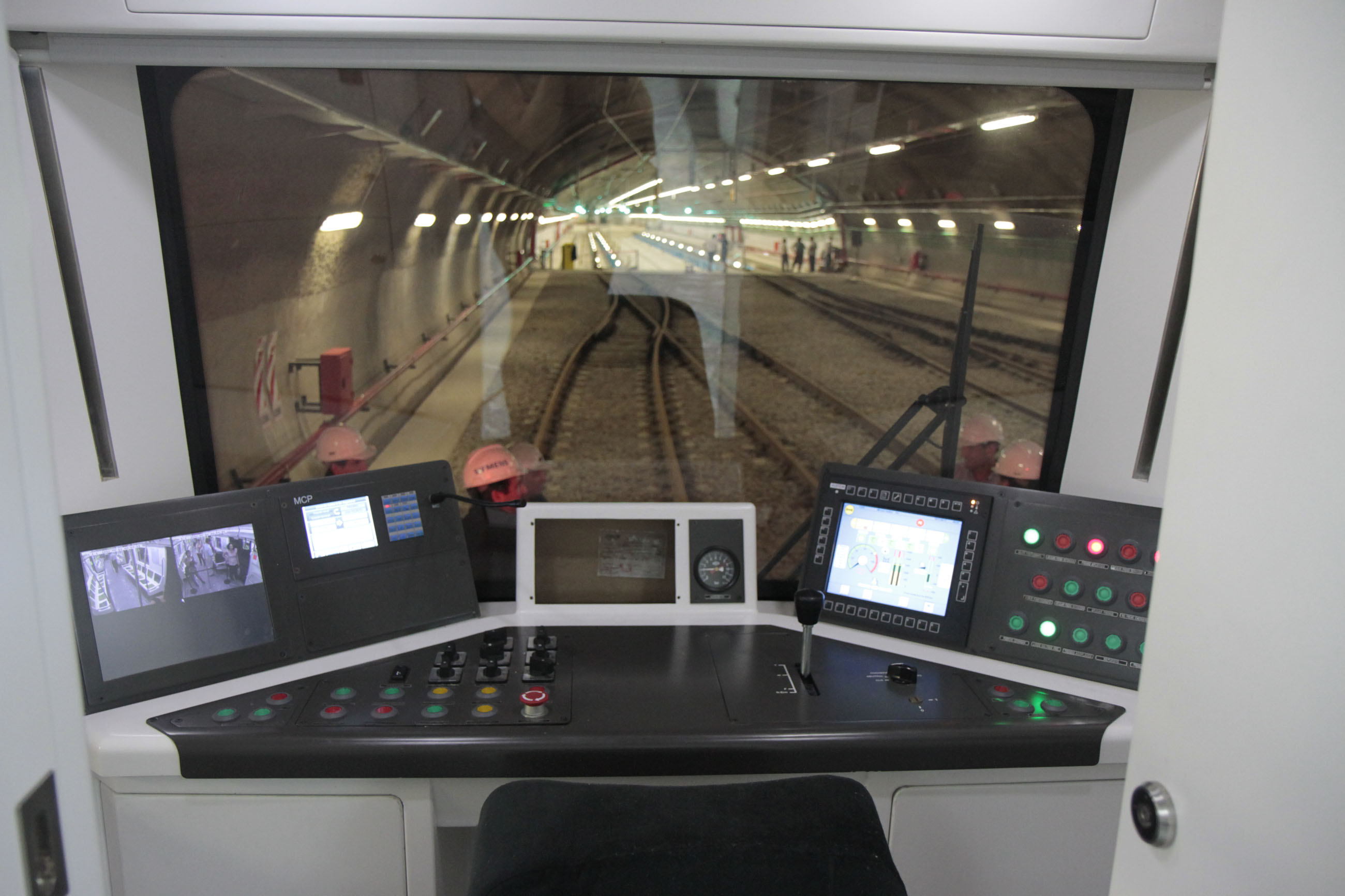
中国北车列车的驾驶室